# Бекірова Ребія Бекірівна
Ребія Бекірівна Бекірова (1904, Бахчисарай, Таврійська губернія — 1939) — радянська державна та громадська діячка. Член ВКП(б) (1927—1938). Народний комісар охорони здоров'я Кримської АРСР (1934—1937). Нагороджена Орденом Трудового Червоного Прапора (1933). Репресована 1938 року. Посмертно реабілітована 1980 року.

## Життєпис
Народилася 1904 року в Бахчисараї у родині кустаря. Вона була кримською татаркою.
Закінчила Сімферопольську татарську учительську школу, де здобула кваліфікацію вчителя першого ступеня. Протягом року навчалася в Комуністичному університеті трудящих Сходу імені І. В. Сталіна в Москві. Повернувшись до Криму, якийсь час викладала в Обласному татарському медичному політехнікумі.
1923 року вступила до комсомолу, а 1927 року — до комуністичної партії. Була заступницею голови обласного бюро юних піонерів при обласному комітеті ВЛКСМ. Член правління Центральної ревізійної комісії. Працювала в жіночому відділенні Бахчисарайського райкому партії, завідувала сектором робітниць і селянок, була заступницею завідувачки відділу керівних партійних органів кримського обкому ВКП(Б).
У 1931 році призначена завідувачкою жіночого сектору агітмасового відділу обласного комітету. Наступного року Бекірова стала заступницею Народного комісара освіти, паралельно працюючи в обласному комітеті ВКП(б). З лютого 1932 — член редакційної колегії журналу «Къадынлыкъ социализм ёлунда» («Шлях жінки до соціалізму»).
1934 року отримала посаду Народного комісара охорони здоров'я Кримської АРСР. У 1937 році рекомендована до Ради Народного комісаріату охорони здоров'я РРФСР.
29 червня 1938 року, під час сталінських репресій, була заарештована за 58 статтею як член «контрреволюційної націоналістичної організації» та звинувачена у підготовці «бактеріологічної війни проти радянського народу». На момент арешту проживала у Сімферополі та була продавцем магазину «Роскультторгу». 23 липня 1939 року НКВС припинив справу у зв'язку зі смертю Бекірової. Реабілітована 26 грудня 1980 року.
Відомості про діяльність Бекірової зберігаються у Державному архіві Криму. У 2017 році портрет Ребії Бекірової виявила завідувачка відділу фондів Музею історії міста Сімферополя Е. М. Денислямова.

## Нагороди та звання
- Орден Трудового Червоного Прапора (1933) — за вмілу та активну роботу із залучення жінок-татарок до суспільного життя країни.[2]